# Хатам Софер
Рав Моше Софер (известен как Хатам Софер, «подпись писца»; 1762, Франкфурт-на-Майне — 1839, Прессбург, ныне Братислава) — один из идеологов современного ортодоксального иудаизма, лидер венгерского еврейства, крупный раввин и галахист.

## Биография
Родился во Франкфурте-на-Майне. В раннем возрасте проявил выдающиеся способности и в 13 лет дал глубокий галахический урок перед уважаемыми раввинами. Учился у рава Натана Адлера и Пинхаса Горовица. Рав Пинхас Горовиц и рав Мордехай Бенет присвоили ему звание раввина. Женился на дочери раввина Просница (Простейова), затем в 1794 назначен раввином Дресница (современный город Стражнице) и в 1798 Матерсдорфа (Маттерсбурга) в Венгрии, современная Австрия. В Матерсдорфе Софер создал иешиву, которая в скором времени стала одной из крупнейших в Венгрии. Его наиболее известным учеником стал раввин Меир Аш (1780—1854) — будущий раввин Ужгорода. В 1806 приглашён на должность раввина Пресбурга, который был в то время еврейским центром Венгрии. Перенёс туда свою иешиву, достигшую в скором времени всемирной славы, а количество её учеников достигло 500. Почти все раввины крупнейших общин Венгрии следующего поколения прошли через эту иешиву.

### Семья
Хатам Софер был трижды женат.
Первая его жена Сара-Малка, дочь р. Моше Ервица из Просница, умерла в 1812 году.
После смерти первой жены Хатам Софер женился на Саре-Сирел, вдове р. Авраама-Моше Калишера, дочери рава Акивы Эгера, крупнейшего галахиста и раввина Познани. От второй жены родились все его дети, 4 сына и 7 дочерей. Его сыновья продолжили его дело распространения Торы и руководства еврейскими общинами центральной и восточной Европы, а также Эрец-Исраэль.
Сыновья: Авраам-Шмуэль, Шимон, Йосеф, Ицхак-Лейб.
Дочери: Хиндл, Гитл, Йинтл, Симха, Рейхл, Рейзл и Эстер.
Вторая жена и мать его детей умерла в 1832 году.
Через несколько лет рав Моше Софер женился на вдове рава Цви-Гирша Геллера из Альт-Хофена в Венгрии.

## Общественное влияние
Наряду с рабби Исраэлем Бааль Шем Товом и Виленским Гаоном стоит у истоков развития иудаизма последних двух столетий. Благодаря усилиям р. Моше религиозный уровень венгерских евреев значительно возрос. В конце его жизни к нему обращались евреи со всех стран Европы и из Страны Израиля. Он объявил непримиримую борьбу с реформизмом в иудаизме, утверждая что любые новшества запрещены Торой (חדש אסור מן התורה), хотя поддерживал создание школ с изучением профессий. Хатам Софер неоднократно подчёркивал важность заповеди жить в Стране Израиля и многие его ученики поселились в Эрец-Исраэль, создавая новые кварталы в городах и новые поселения. Наиболее известные из них: Петах-Тиква и квартал Батей Унгарин в Иерусалиме. Рав Йосеф Хаим Зоненфельд, главный раввин Иерусалима и создатель «Эда Харедит» был учеником Цви Манхеймера, ученика Хатам Софера и в своей деятельности постоянно следовал постановлениям учителя своего учителя.

## См.также
- Мавзолей Хатама Софера